# 카리나 포크트
카리나 포크트(독일어: Carina Vogt, 1992년 2월 5일~)는 독일의 스키점프 선수이다. 2014년 동계 올림픽 스키점프 여자 노멀힐에서 우승하여, 여자 스키점프 최초의 올림픽 금메달리스트가 되었다.